# Нанокомп'ютер
Нанокомп'ютер — обчислювальний пристрій на основі електронних (механічних, біохімічних, квантових) технологій з розмірами логічних елементів порядку декількох нанометрів. Сам комп'ютер, що розробляється на основі нанотехнологій, також має мікроскопічні розміри. Наразі створено нанотранзистори — основа нанопроцесора.

## Сутність
Термін «нанокомп'ютер» все частіше використовується для позначення загальних обчислювальних пристроїв, порівнянних з розміром кредитної картки. Перше використання цієї назви, як видається, для опису s1mp3 виробленого The Flying Electron Inc. (7 листопада 2008 р.). Зараз використовується для більш широкого спектра пристроїв, таких як:
- Arduino
- BeagleBoard
- Olinuxino
- Odroid
- Miracast dongles
- Raspberry Pi

## Різноманітність напрямків
Нанокомп'ютер може бути побудований кількома способами, використовуючи механічні, електронні, біохімічні чи квантові технологія. В 1998 році стверджувалося, що малоймовірно, що нанокомп'ютер буде зроблений з напівпровідникових транзисторів (мікроелектронні компоненти, які лежать в основі всіх сучасних електронних пристроїв).